# Edonjeta
Edonjeta ist ein weiblicher Vorname.

## Herkunft und Bedeutung
Der Name Edonjeta stammt aus dem Albanischen und bedeutet übersetzt „liebendes Leben“ (von dua „lieben“ und jetë „das Leben“).